# تييري مويوما
تييري ديودوني مويوما (بالفرنسية: Thierry Mouyouma) (27 سبتمبر 1975) لاعب كرة قدم غابوني معتزل كان يجيد اللعب في خط الدفاع وحاليا مدرب نادي ليبرفيل الغابوني.

## روابط خارجية
- تييري مويوما على موقع قاعدة بيانات كرة القدم.إي يو (الإنجليزية)
- تييري مويوما على موقع ناشيونال فوتبول تيمز (الإنجليزية)